# Mỹ Lai
Mỹ Lai [mǐˀlɐːj] – dawny przysiółek w Wietnamie w prowincji Quảng Ngãi, miejsce pamięci.
16 marca 1968 miała miejsce masakra w Mỹ Lai dokonana przez oddział z 23. Dywizji Piechoty USA na nieuzbrojonych cywilach.